# Moringua arundinacea
Moringua arundinacea är en fiskart som först beskrevs av Mcclelland, 1844.  Moringua arundinacea ingår i släktet Moringua och familjen Moringuidae. Inga underarter finns listade i Catalogue of Life.